# Hoger Instituut voor Schone Kunsten

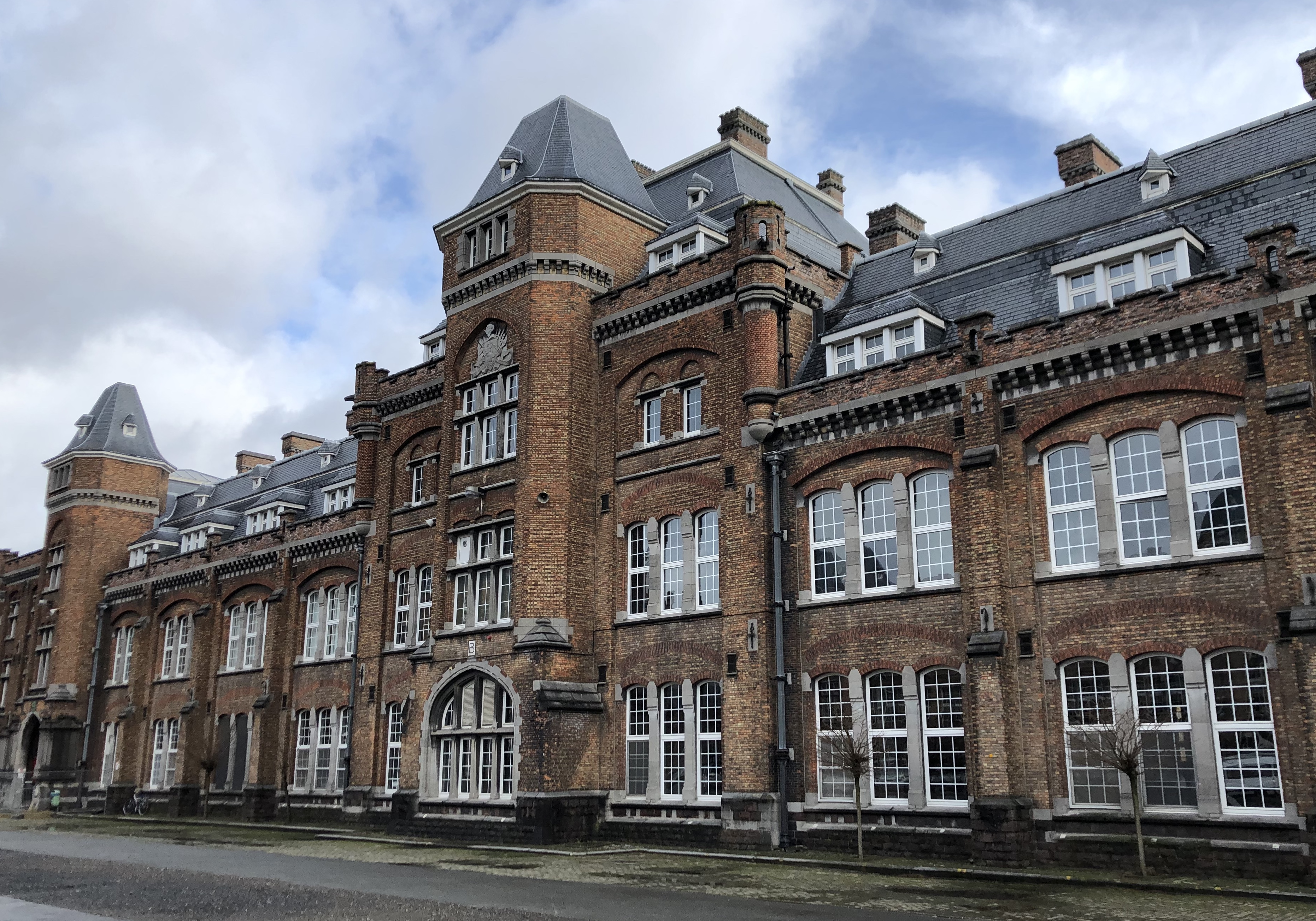
HISK-façade

Het Hoger Instituut voor Schone Kunsten (HISK) organiseert in Gent postgraduaat onderwijs op het gebied van beeldende en audiovisuele kunst. Het biedt jonge kunstenaars uit binnen- en buitenland gedurende twee jaar werkruimte en pedagogische begeleiding aan.
Het HISK legt de nadruk op de individuele praktijk en rechtstreeks contact met een groep gastdocenten - kunstenaars, curatoren, critici en wetenschappers. Het concept van het HISK, gebaseerd op de diversiteit van artistieke praktijken en posities, geeft de kunstenaars de gelegenheid voor kritisch onderzoek binnen een bredere esthetische, sociale en culturele context.
Het HISK kent een kruisbestuivingsmodel van gastlezingen, studiobezoeken, tentoonstellingen, Open Studios, seminars, masterclasses, openbare lezingen, technische workshops, studiereizen in binnen- en buitenland, enz. die ontwikkeld zijn om te beantwoorden aan de behoeften van de kunstenaars. 
Na twee jaar ontvangt de kunstenaar het certificaat 'Laureaat van het Hoger Instituut voor Schone Kunsten'. Sinds 1997 zijn 269 laureaten uit 45 verschillende landen aan het HISK afgestudeerd. Het grootste deel daarvan bouwt een loopbaan uit in de internationale kunstwereld.
Het HISK wordt gefinancierd door de Vlaamse Gemeenschap (Ministerie van Onderwijs) en voor de huisvesting gesteund door de Stad Gent.